# Yvette (recueil)
Pour la nouvelle, voir Yvette (nouvelle).
Pour les articles homonymes, voir Yvette.
Yvette est un recueil de nouvelles de Guy de Maupassant publié en 1884 chez l'éditeur Victor Havard.

## Historique
Les nouvelles ont fait l'objet d'une publication antérieure dans Le Gaulois, Le Figaro ou Gil Blas, parfois sous le pseudonyme de Maufrigneuse.

## Nouvelles
Le recueil est composé des huit nouvelles suivantes :
- Yvette (1884)
- Le Retour (1884)
- L'Abandonné (1884)
- Les Idées du colonel (1884)
- Promenade (1884)
- Mohammed-Fripouille (1884)
- Le Garde (1884)
- Berthe (1884)